# Fender Cyclone
Fender Cyclone predstavlja cijeli niz modela električnih gitari koje je Fender s prvim modelom Cyclone prdstavio krajem 1997. godine. Dizajn tijela gitare sliči na model Mustang, samo što je u modelu Cyclone nešto deblji, a i urađen je od topole. Dok je tijelo suvremenog modela Mustang u svom reizdanju izrađeno od bukve.

Modeli proizvedeni u rasponu do 2006. godine su: Cyclone, Cyclone HH s dva dvostruka elektromagneta, i Cyclone II s tri elektromagneta kao u Jaguar modelu. Svi ovi modeli imaju identično rješenje za odabir kontrole tona i elektromagneta.

U siječnju 2007. godine Fender je obustavio proizvodnju svih Cyclone modela.

## Cyclone
Izvorni Cyclone model ima dužinu skale od 628.65 mm (kao i Gibson Les Paul), što je neka srednja dužina za fenderove modele gitara. Kombinacija ugrađenih elektromagneta čine dva modela. Atomic dvostruki elektromagnet bliže mostu i Tex Mex na poziciji bliže vratu gitare. Kontrola istih vrši se uobičajeno pomoću već spomenutog trodjelnog preklopnika. Most je dizajniran sa sinkroniziranom vibrato ručicom, kao i u modela Fender Stratocaster.

## US Cyclone
Model US Cyclone proizvodio se kratko vrijeme od 2000. – 2001. godine, i promoviran je kao sažetak finalnog proizvoda namijenjen samo za američko tržište. Model je dizajniran s konfiguracijom od dva jednostruka mageneta model Vintage Noiseless i modernim mostom s dvostepeni sinkroniziranim vibratom. Model Custom u globalu ima slične značajke kao US Cyclone, ali i razlike u ugrađenim dva Lace Sensor elektromagneta pokrivena s crnim poklopcima. Most gitare je obično bio stariji model dizajna. Oba madela ovih gitara nalaze se i na popisu Fender Custom Shopa.

## Cyclone II
U srpnju 2002. godine predstavljen je model Cyclone II, nasljednik modela Cyclone. U ovaj model uložena su značajna sredstva, a vidne kozmetičke promjene su: Mustang - auto reli trake na tijelu gitare i ugrađena tri jednostruka melektroagneta s trodjelnim preklopnikom pomoću kojeg se kontrolira ton i uključivanje/isključivanje odabranog elektromagneta. Ovakav dizajn kontrole elektromagneta isti je kao u modelima Jaguar. Mašinice su stariji dizajn kao u modelima Stratocaster iz '50ih. Glava vrata gitare dizajnirana je kao i u modelu Jazzmaster, ili Stratocaster modelima iz '70ih. Model gitare bio je dostupan u dvije boje: svijetlo crvenoj i plavoj s reli trakama kao na Mustang trkačim automobilima.

Fender Cyclone II ima dužinu skale kao i Cyclone model. Most je dizajniran kao u modelu Stratocaster. Podesiv je po visini sa sinkroniziranom vibrato ručicom, i preklopnikom za kontrolu tona elektromagneta (sedam boja - također podesivi po visini).

## Cyclone HH
Model Cyclone HH proizvodio se od 2003. godine, pa sve do prekida proizvodnje cijele linije 2007. godine. Cyclone HH ima iste značajke, i specifikacije, kao i originalni Cyclone model, osim razlike u konfiguraciji od dva dvostruka elektromagneta (model Fender Santa Ana bliže mostu, i Fender Atomic II, bliže vratu gitare), i troslojne crne ploče na tijelu gitare.

Cyclone HH opremljen je potovima za kontrolu tona i glasnoće, mostom (stariji stil dizajna) sa sinkroniziranom vibrato ručicom. Kontrola tona i odobira elektromagneta vrši se pomoću trodjelnog preklopnika. Ugrađena mehanička oprema u model gitare izrađena od kroma.

Model je bio dostupan u: crnoj, narančastoj, plavoj i srebrno bijeloj boji.

## Značajniji korisnici
- John Paul Pitts[3]

## Vanjske poveznice
- "Fender Cyclone, uz prikaz slika i opis"
- "Fender Cyclone na jag.stang.com"  Arhivirana inačica izvorne stranice od 6. travnja 2013. (Wayback Machine)